# جاده ئی۲۴ اروپا
جاده ئی۲۴ اروپا (به انگلیسی: European route E24) یکی از جاده‌های اصلی قاره اروپا است که در کشور انگلستان قرار دارد.
این جاده که از شهر بیرمنگام شروع شده، در شهر ایپسوییچ به پایان میرسد و ۲۵۴ کیلومتر مسافت دارد.